# Seebeck (Vielitzsee)
Seebeck ist ein Ortsteil der Gemeinde Vielitzsee im Landkreis Ostprignitz-Ruppin in Brandenburg. Der Ort gehört dem Amt Lindow (Mark) an. Seebeck liegt direkt am 120 ha großen Vielitzsee, der sich am südlichen Ortsrand und westlich des Ortes erstreckt.

## Lage
Seebeck liegt auf der Granseer Platte, rund vier Kilometer südöstlich von Lindow (Mark). Umliegende Ortschaften sind Strubensee im Norden, Glambeck im Osten, Vielitz im Süden und Schönberg (Mark) im Westen. Seebeck liegt an der Kreisstraße 6803.

## Geschichte
Seebeck wurde im Jahr 1458 als Sebeke erstmals urkundlich erwähnt. Benannt wurde der Ort nach dem durch den Osten des Dorfes fließenden Bach.

### Eingemeindungen
Am 1. Mai 1970 erfolgte der Zusammenschluss der damals selbständigen Gemeinden Seebeck und Strubensee zu Seebeck-Strubensee. Diese Gemeinde schloss sich am 31. Dezember 2001 mit der Gemeinde Vielitz zur neuen Gemeinde Vielitzsee zusammen.

## Sehenswürdigkeiten
- In der Liste der Baudenkmale in Vielitzsee sind für Seebeck fünf Baudenkmale aufgeführt:
  - Dorfkirche an der Hauptstraße
  - Pfarrhaus (Hauptstraße 27)
  - Dorfschule (Hauptstraße 9)
  - Gehöft, das aus Wohnhaus, drei Wirtschaftsgebäuden und der Einfriedung besteht (Hauptstraße 24)
  - Wohnhaus (Hauptstraße 25)
- In der Liste der Bodendenkmale in Vielitzsee ist für Seebeck kein Bodendenkmal aufgeführt.